# Guillermo Castellanos
Guillermo Castellanos (Nueve de Julio, Provincia de Buenos Aires; 3 de julio de 1966-Comodoro Rivadavia, Provincia de Chubut; 22 de abril de 2007) fue un piloto argentino de automovilismo. Compitió en categorías como la Fórmula Renault Argentina, la Monomarca Gol y se destacó años más tarde en las categorías TC Pista y Turismo Carretera. Había debutado en TC Pista en el año 1998 conduciendo un Chevrolet Chevy, marca que representaría durante toda la última parte de su carrera deportiva. En el año 2005, alcanzaría el ansiado ascenso al Turismo Carretera, siempre a bordo de su Chevrolet. Durante su incursión en el TC Pista, se destacó junto a un grupo de pilotos que defendían los colores de Chevrolet en una época de total ostracismo de la marca, entre los que figuraban Laureano Campanera, Roberto Marcilese, Sebastián Diruscio y Mariano Acebal. Su debut en el TC se sucedió el 19 de febrero de 2006, en el circuito de Mar de Ajó.
Falleció el 22 de abril de 2007, luego de sufrir un violento accidente en el Autódromo General San Martín de la localidad de Comodoro Rivadavia, mientras disputaba una competencia del Turismo Carretera. Su muerte fue el detonante por el cual la Asociación Corredores de Turismo Carretera precipitaría su decisión de suprimir el uso de copilotos dentro de la categoría, una medida considerada histórica debido a la participación de estos desde la inauguración del TC, en la década del '30. Esta decisión tomada por la ACTC, venía siendo estudiada desde 2006 (luego del fallecimiento del piloto de TC Pista, Alberto Noya y su copiloto Gabriel Miller), con el fin de ser implementada desde la primera fecha de 2008. Al momento de su muerte, Castellanos contaba con 40 años de vida y 18 carreras de TC disputadas entre 2006 y 2007.

## Biografía
Guillermo Castellanos había nacido en la localidad bonarerense de Nueve de Julio el 13 de julio de 1966. Inició su carrera deportiva compitiendo en kartings, debutando en 1986 a los 19 años. Corrió en esta especialidad hasta el año 1989 cuando decidió pegar el salto deportivo al competir en la Fórmula Renault Argentina. En 1997 participó en su primer campeonato de automóviles de turismo al competir en la categoría promocional Monomarca Gol, creada por Volkswagen Argentina. 
Al año siguiente vendría su desafío más importante al concursar en la categoría TC Pista, segunda división de la Asociación Corredores de Turismo Carretera. En dicha categoría se destacaría por ser férreo defensor de la marca Chevrolet al competir siempre a bordo de un Chevrolet Chevy con atención de su propia escuadra. Durante su incursión dentro del TC Pista, Castellanos obtuvo cuatro triunfos en los años 2002, 2003, 2004 y 2005, logrando como mejor posición un sexto lugar en el campeonato de 2004. Durante esos períodos, Castellanos formó parte de un pequeño grupo de pilotos que representaron fielmente a la marca Chevrolet, en una etapa de total ostracismo dentro del TC Pista. entre esto pilotos figuraban Laureano Campanera, Roberto Marcilese, Sebastián Diruscio y Mariano Acebal. 
Finalmente, en el año 2005 y beneficiado por sus antecedentes deportivos, Castellanos fue acreedor de un ascenso al Turismo Carretera, a pesar de haber finalizado en el undécimo lugar. El debut de Castellanos en el TC se dio el 19 de enero de 2006 en el Autódromo de Mar de Ajó, siempre apostando a la marca Chevrolet y a su integral asistencia en pista. Lamentablemente, su carrera deportiva tendría un trágico punto final luego de un violento accidente sufrido en el Autódromo General San Martín de la localidad de Comodoro Rivadavia, el 22 de abril de 2007, mientras disputaba la cuarta fecha del campeonato de TC de ese año. La violencia del accidente, además de hacer estallar al vehículo en llamas, le terminaría provocando múltiples heridas, de las cuales las más graves fueron en el tórax y en la cervical. Tras este infortunado accidente, la Asociación Corredores de Turismo Carretera terminaría tomando la histórica decisión de suprimir del TC, y de todas las categorías de ACTC, la figura del copiloto, la cual estuvo emparentada con la categoría desde su inauguración en la década del '30. Dicha decisión se tenía pensada aplicar en el año 2008, luego del accidente fatal vivido en el año 2006 con la muerte de los tripulantes Alberto Noya y Gabriel Miller (piloto y copiloto respectivamente) del TC Pista. Sin embargo, terminaría siendo adelantada como producto de este infortunado accidente. 
Entre las relaciones personales de Castellanos se destacaba su amistad con los pilotos, también oriundos de Nueve de Julio, Guillermo Maldonado y Daniel Cingolani, quien tras conocer la noticia del deceso de su amigo terminaría tomando la decisión de abandonar las pistas por miedo a sufrir un destino similar al de Castellanos. Tras su muerte, la Asociación Corredores de Turismo Carretera le brindó un homenaje especial en el Autódromo Ciudad de Nueve de Julio, invitando a Maldonado y Cingolani para pilotear y hacer girar por última vez el Chevrolet que utilizara Castellanos en el TC.

## Trayectoria
- 1986-1989: Piloto de karts
- 1989-1996: Fórmula Renault Argentina
- 1997: Monomarca Volkswagen Gol
- 1998-2005: TC Pista (Chevrolet Chevy)
- 2006: Turismo Carretera (Chevrolet Chevy)
- 2007: Turismo Carretera (Chevrolet Chevy)

## Resultados

### Turismo Competición 2000
| Año  | Equipo            | Auto            | 1    | 2   | 3  | 4   | 5   | 6   | 7   | 8   | 9   | 10  | 11 | 12    | 13  | 14  | Res. | Puntos |
| ---- | ----------------- | --------------- | ---- | --- | -- | --- | --- | --- | --- | --- | --- | --- | -- | ----- | --- | --- | ---- | ------ |
| 2006 |                   |                 | BA I | OLA | CR | VIE | SFE | SJU | SRA | RES | CUR | SMM | GR | BA II | OBE | PAR | -    | 0      |
| 2006 | ICC-A1 Motorsport | Volkswagen Polo |      |     |    |     |     |     |     |     |     |     |    | Ret   |     |     | -    | 0      |